# Derby County Football Club 2012-2013

## Stagione
Stagione anonima per la società del Derbyshire, guidata da Nigel Clough (figlio di Brian) che concluse al decimo posto nella seconda divisione inglese. Venne inoltre eliminata al primo turno di League Cup e ai sedicesimi di FA Cup.

## Divise
Sponsor tecnico il marchio italiano Kappa, mentre il main sponsor fu buymobiles.net
| Casa | Trasferta | Terza |

## Rosa
Aggiornata al 21 ottobre 2012
| N. |                             | Ruolo | Calciatore     |
| -- | --------------------------- | ----- | -------------- |
| 1  | Inghilterra (bandiera)      | P     | Frank Fielding |
| 2  | Inghilterra (bandiera)      | D     | John Brayford  |
| 3  | Galles (bandiera)           | D     | Gareth Roberts |
| 4  | Scozia (bandiera)           | C     | Craig Bryson   |
| 5  | Inghilterra (bandiera)      | D     | Jake Buxton    |
| 6  | Irlanda (bandiera)          | D     | Richard Keogh  |
| 7  | Scozia (bandiera)           | C     | Paul Coutts    |
| 8  | Irlanda (bandiera)          | C     | Jeff Hendrick  |
| 9  | Inghilterra (bandiera)      | A     | Nathan Tyson   |
| 10 | Irlanda del Nord (bandiera) | A     | Jamie Ward     |
| 11 | Inghilterra (bandiera)      | A     | Theo Robinson  |
| 12 | Inghilterra (bandiera)      | C     | Michael Jacobs |
| 13 | Inghilterra (bandiera)      | P     | Adam Legzdins  |

| N. |                        | Ruolo | Calciatore       |
| -- | ---------------------- | ----- | ---------------- |
| 14 | Stati Uniti (bandiera) | A     | Conor Doyle      |
| 15 | Irlanda (bandiera)     | D     | Mark O'Brien     |
| 16 | Inghilterra (bandiera) | C     | James O'Connor   |
| 18 | Inghilterra (bandiera) | C     | Ben Davies       |
| 19 | Inghilterra (bandiera) | C     | Will Hughes      |
| 20 | Inghilterra (bandiera) | A     | Mason Bennett    |
| 21 | Albania (bandiera)     | D     | Valentin Gjokaj  |
| 22 | Inghilterra (bandiera) | D     | Michael Hoganson |
| 23 | Galles (bandiera)      | D     | Kieron Freeman   |
| 28 | Inghilterra (bandiera) | D     | Josh Lelan       |
| 30 | Irlanda (bandiera)     | P     | Saul Deeney      |
| 32 | Irlanda (bandiera)     | A     | Conor Sammon     |
|    | Inghilterra (bandiera) | D     | Shaun Baker      |